# Vivil
Die Vivil A. Müller GmbH & Co. KG (in der Schreibweise der Firma VIVIL A. Müller GmbH & Co. KG) ist ein Süßwaren-/Bonbonhersteller. Sie vertreibt ihre Produkte in über 30 Ländern der Erde.

## Geschichte

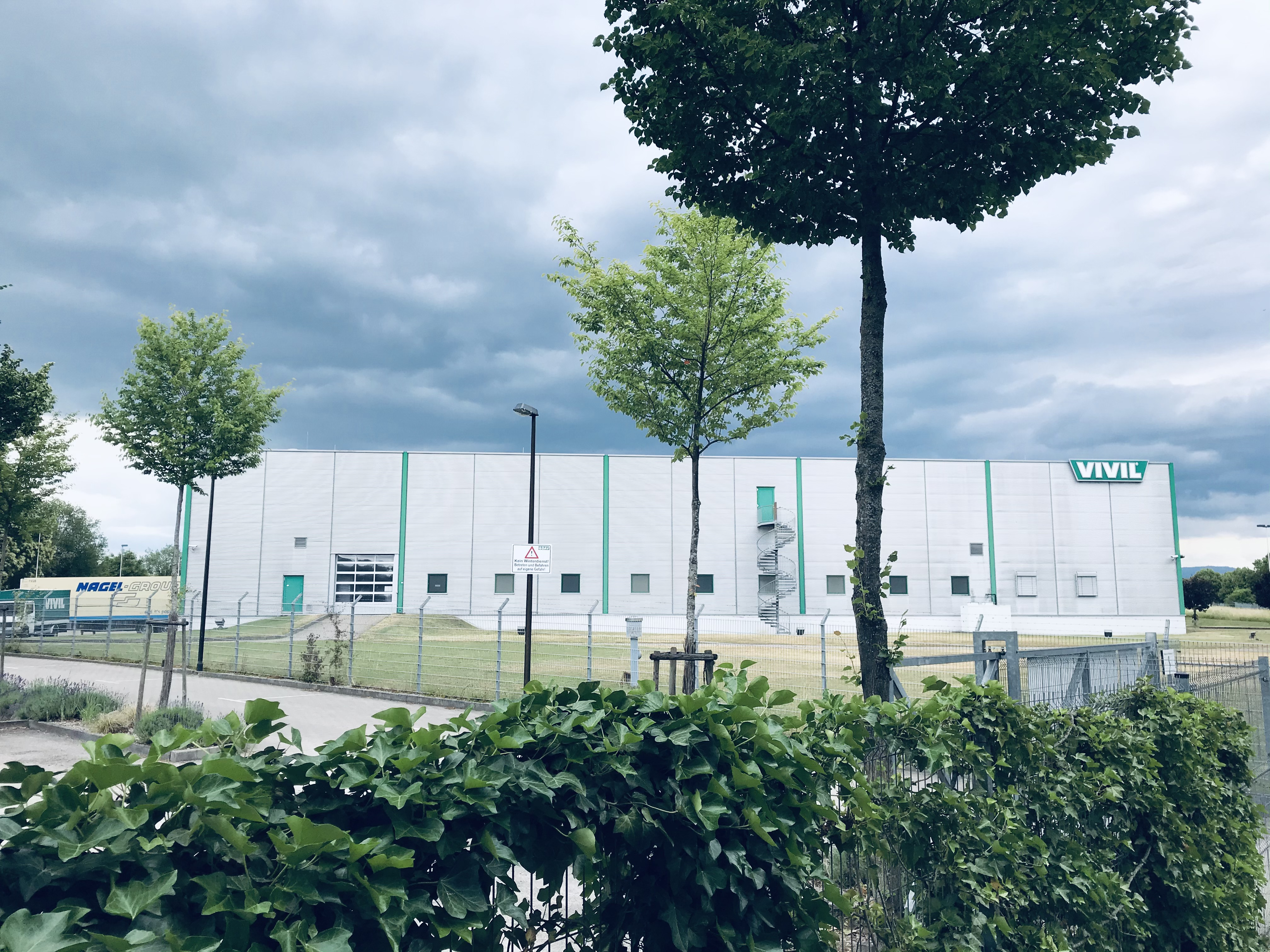
Vivil-Werk in Offenburg

Vivil wurde im Jahr 1903 von August Müller in Straßburg, damals Teil des Deutschen Reiches, gegründet. Der Ursprung des Unternehmens liegt in der Erfindung des Pfefferminzbonbons durch Müller, inspiriert von seiner Zeit als Soldat, in der er von erfrischenden Bonbons träumte. Das Unternehmen erhielt den Namen Vivil, abgeleitet vom französischen Mädchennamen seiner Frau.
Nach dem Ende des Ersten Weltkriegs musste August Müller 1919 Straßburg verlassen und zog nach Offenburg. Dort baute er das Unternehmen mit einem Geschäftspartner und engagierten Mitarbeitern neu auf. Im Jahr 1929 trat August Müllers Sohn Bruno Müller, in die Geschäftsleitung ein. Er förderte das Wachstum des Unternehmens durch innovative Werbestrategien, wie Luftschiffe in der Form von VIVIL-Rollen über Sportstadien und VIVIL-Automaten an öffentlichen Plätzen.
Die Nachkriegszeit brachte Herausforderungen mit sich: Bruno Müller kehrte nicht aus dem Krieg zurück, und innerhalb von zwei Jahren starben auch seine Eltern. Brunos Frau Elisabeth führte das Unternehmen weiter, bis auch sie 1951 unerwartet früh verstarb. Das Unternehmen wurde dann von Emmi Rebstein-Metzger, einer der ersten deutschen Feministinnen und Juristin, verwaltet, bis Brunos Sohn Axel die Geschäfte übernehmen konnte. Der Wiederaufbau begann 1952 mit dem Bau eines neuen Bürogebäudes neben der Produktion in der Offenburger Moltkestraße. Axel Müller-Vivil übernahm 1962 die Geschäftsführung und erweiterte die Produktpalette um neue Bonbons wie die Pfefferminzbonbons mit Traubenzucker „antjes“ und die Frucht-Traubenzucker-Bonbons „Kiviv“.
Um weiterhin Produkte entwickeln zu können, baute VIVIL 1993 eine neue, moderne Produktionsstätte in der Offenburger Oststadt. Zum 100-jährigen Jubiläum führte VIVIL 2003 die sahnigen, zuckerfreien Bonbons „Creme Life“ ein. Alexander Müller-Vivil trat in das Unternehmen ein. Er modernisierte die Marke und führte 2013 ein neues Logo, Verpackungen und eine aktualisierte Website ein.

## Produkte
Vivil bemühte sich um die Anpassung seiner Produktpalette an den Markt, z. B. durch Einführung der Ohne-Zucker-Produkte oder der Varianten ohne Pfefferminzgeschmack. Das bekannteste Produkt ist aber weiterhin das seit Jahrzehnten hergestellte Pfefferminzkomprimat „die grüne Rolle“. Daneben stellt das Unternehmen aber auch folgende Produkte her:
- Zuckerfreie Hartkaramellen
- Hartkaramellen
- Dragées